# キリスト教異端の一覧
キリスト教異端の一覧（キリストきょういたんのいちらん、英: List of Christian heresies）は、キリスト教史において異端とされた思想の一覧を示す。
この一覧における異端とは、1つまたは複数のキリスト教宗派によって偽りまたは誤りであると考えられている信念または教義であり、キリスト教の教えに反すると信じられているものである。異端は、キリスト教世界の歴史を通じて分裂と紛争の主な原因となってきた。そしてキリスト教会は、神学論争、破門、さらには暴力を含むさまざまな方法で異端に対応してきた。
・注意事項
この一覧は、1つまたは複数のキリスト教会によって非難されてきたキリスト教の思想の一部のリストである。ここに掲げた思想や教派がすべてキリスト教の異端や誤りであると断定するリストではないことに注意が必要である。

## 1世紀
| エビオン派(Ebionites)       | エビオン派はトーラーを守り、禁欲的であったといわれ、3世紀から4世紀には消滅した。イエスはナザレのヨセフとイエスの母マリアとの子で、初めから神性があったわけではなく、洗礼を受けた際にキリストになった、としてパウロの説にある処女懐胎やキリストの神性を否定する。この宗派の反パウロ思想は偽クレメンス文書にも見られる。 |
| シモン・マグス(Simon Magus) | 魔術師シモンに関する伝承は、エイレナイオス、ユスティノス、ヒッポリュトス、エピファニオスなどのテキストに登場し、そこではシモンはしばしばグノーシス主義の創始者として描写されている。これは現代の学者の一部に受け入れられているが、他の学者はシモンがグノーシス主義者であったという主張を否定し、教父によって単にそう考えられていただけだと主張している。                                                                                   |
| ケリントス(Cerinthus)       | ケリントス(西暦 - 100年頃）は初期のグノーシス主義者であり、初期の教父たちの見解では異端者として著名な人物であった。ケリントスの解釈では、キリストは洗礼の際にイエスのもとに降り立ち、宣教と奇跡の実行を指導したが、磔刑の際には彼を離れた 。エビオン派と同様に、彼はイエスは処女から生まれたのではなく、単なる人間であり、マリアとヨセフの実子であると主張した。また、彼が教えた教義は、キリストの王国は地上のものであるというものだった。 |

## 2世紀
| 仮現説(Docetism)                                           | 仮現説 (ドケティズム) の信仰では、イエス・キリストは実際の肉体を持っておらず、見かけ上の、あるいは幻想的な肉体しか持っていなかったとされている。 |
| モンタノス派(Montanism)                                    | 予言と恍惚体験の重要性を強調する運動。 |
| 千年王国説(Millennialism)                                  | キリスト教の千年王国論者の考えのほとんどは、ヨハネの黙示録、特にヨハネの黙示録20章に基づいている。キリスト後の最初の数世紀には、東西両方の教会で千年王国説（Millennialism）の様々な形が見られた。初代教会が主張した前千年王国説(Premillennialism) は「歴史的前千年王国説」と呼ばれ、初代教会ではパピアス、エイレナイオス、殉教者ユスティノス、テルトゥリアヌス、ポリュカルポス、偽バルナバ、メトディオス、ラクタンティウス、コモディアヌス、テオフィロス、メリトン、ローマのヒッポリュトス、ペッタウのヴィクトリヌス、ネポス、ユリウス・アフリカヌス、タティアヌス、モンタヌス(en)らがこれを支持した。しかし、モンタヌスの前千年王国説は異端とみなされ、後に教会で前千年王国説が拒絶されることになったと思われる。 |
| 普遍的救済主義(Christian universalism)                     | すべての人々は最終的に救われるという信念。普遍的救済主義者(万人救済主義者)は、神の愛は非常に大きいので、誰も救いから除外されることはないと信じている。 普遍的救済主義は異端思想ではないとする意見もある。 |
| モナルキア主義(Monarchianism)                              | 父、子、聖霊はすべて同じ存在であると教える異端。モナルキア主義者はユニテリアン (一神格主義) としても知られている。 |
| 様態論(Modalism)                                           | 様態論とは、父、子、聖霊が神の三つの異なる「様態」であるという信念であり、神格の中に三つの異なる位格があるという三位一体論の見解とは対照的な信仰。 |
| 天父受苦説(Patripassianism)                                | 父と子は別個の神格ではなく、父なる神と子なる神の両者がイエスとして十字架上で苦しんだという信仰。 |
| サベリウス主義(Sabellianism)                               | 父、子、聖霊は三つの異なる人格ではなく、単に同じ神の存在の異なる顕現であるという信仰。 |
| グノーシス主義(Gnosticism)                                 | 物質世界は悪であり、知識（グノーシス）を通じて救済が達成できると教える複雑な思想体系。 |
| ウァレンティヌス派(Valentinianism)                         | 世界は至高の存在からの一連の放射によって創造されたと教えるグノーシス主義の異端。ウァレンティヌス派は、救済は宇宙の真の性質に関する知識から得られると信じていた。 |
| シモン派(Simonians)                                        | シモン派は2世紀のグノーシス派の一派で、シモン・マグスを創始者とし、シモニアニズムとして知られるその教義を彼の名によって語った。この宗派はシリア、小アジアのさまざまな地域、そしてローマで栄えた。3世紀にもその残党は存在し、4世紀まで存続した。 |
| ケルドン派(Cerdonians)(Cerdo (Gnostic))                    | ケルドン派は、137年頃にローマに来たシリア人ケルドン (Cerdo)によって創設されたグノーシス派の一派だが、その歴史についてはほとんど知られていない。彼らは、完全な善と完全な悪という2つの第一原因があると信じていた。後者は、世界の創造者であり、ユダヤ人の神であり、旧約聖書の著者でもある。イエス・キリストは善なる神の子であり、悪に対抗するためにこの世に遣わされたが、彼の受肉、したがって彼の苦しみは単なる現れであった。肉体を邪悪な神の作品とみなしたケルドン派(Cerdonians)は、結婚、ワイン、肉食を禁止し、断食やその他の禁欲を推奨する、非常に厳格な道徳体系を形成した。 |
| マルキオン派・(マルキオン)(Marcionism)                     | 西暦2世紀に発生した異端。マルキオン主義者は、旧約聖書の神は新約聖書の神とは異なる神であると信じていた。マルキオンは聖書の「正典」という概念を初めて打ち出し、自らの基準に従って独自の「聖書正典」を作り上げた。マルキオンの思想にはパウロへの強い傾倒が見られる。 |
| セツ派(Sethianism)                                         | セツ派は、最高神であるソフィア、デミウルゴス、そしてグノーシスが救済への道であると信じた2世紀のグノーシス主義運動であった。 |
| バシレイデス派(Basilideans)                                | バシレイデス派は、アレクサンドリアのバシレイデスによって創設されたグノーシス派キリスト教の一派。バシレイデス派は、物質世界は邪悪な創造主によって創造され、救済の目的はこの世界から脱出して霊的世界に戻ることであると信じていた。 |
| 養子的キリスト論(Adoptionism)                              | イエス・キリストは永遠から神の子であったのではなく、人生のある時点で神に養子として迎えられたという信仰。 |
| イエスの処女懐胎の否定(サイロントロピズム)(Psilanthropism) | イエスは「単なる人間」であり、神になったことはなく、人間として生まれる前には存在していなかったという信念。 |

## 3世紀
| ノヴァティアニズム(Novatianism)    | ローマ帝国によるキリスト教徒の迫害に反応して起こった運動。ノヴァティヌス派は、迫害中に信仰を捨てたキリスト教徒は許されないと信じていた。 |
| サモサタのパウロ(Paul of Samosata) | サモサタのパウロは、3世紀当時の最大の養子論者であった。彼はアンティオキアの司教であると同時に有名なパルミラの女王ゼノビアの大法官であったが、268年、アンティオキアの宗教会議で異端として斥けられた。彼は、天より降った神の子を主張したのではなく、天に昇った神の子を主張した。サモサタのパウロの思想はルキアノスを通ってアリウス派に入って、第4世紀末まで及んでいると見られる。 彼の養子論は洗練されたものになっており、イエスは単なる人間であったが、先在のロゴスと合一し、いわば神の養子とされたのであり、イエスの本性は人間であったが、進化論的に神にまでなったと見ている。 |

## 4世紀
| アリウス派(Arianism)                   | イエス・キリストは完全な神ではなく、神によって創造された存在であるという信仰。 |
| 非類似派・アノモイオス派(Anomoeanism)  | イエスは完全な神ではなく、創造された存在であると教える異端。アノモイオス派はまた、キリストは自存の資質を欠いているため、神のようになることはできないと信じていた。 アリウス派から派生したアリウス同情派の一派である。                          |
| プネウマトマコイ派(w:en:Pneumatomachi) | プネウマトマコイ派はマケドニオス派としても知られている。彼らは聖霊の神性を否定し、聖霊は被造物であると主張した。またイエス・キリストの本質を「父と類似の本質」（ホモ・イウシオス）とみなしたが、「同じ本質」（ホモウシオス）とは考えなかった。 |
| ドナトゥス派(Donatism)                 | 西暦4世紀に北アフリカで起こった運動。ドナトゥス派は、教会が腐敗しており、ドナトゥス派だけが真のキリスト教徒であると信じていた。 |
| アポリナリオス主義(Apollinarianism)    | イエスは人間の心や魂を持っておらず、人間の肉体のみを持っていたという信仰。 |
| 三神論(Tritheism)                      | 三つの位格を持つ一つの神ではなく、三つの神が存在するという信仰。 |
| コリリディアニズム(Collyridianism)     | 三位一体は父、子、マリアから成り、子は他の二人の結婚の結合から生まれるという信仰。 |
| 二位神論(Binitarianism)                | 二位神論はキリスト教の異端で、神格には父と子の二つの位格しかないと教えている。聖霊は別個の位格ではなく、むしろ子または父の側面であると考えられている。                                                                                         |
| 従属主義(Subordinationism)             | 子と聖霊は父と同等ではないと教える異端。従属主義者は、子と聖霊は性質、役割、またはその両方において父に従属していると信じている。 |
| 反ディコマリア派(Antidicomarians)      | 反ディコマリア派はディモエリテス派とも呼ばれ、3世紀から5世紀にかけて活動したキリスト教の一派で、マリアの永遠の処女性を否定した。彼らは4世紀にサラミスのエピファニオスによって非難された。                                                      |

## 5世紀
| ネストリオス派(Nestorianism)     | イエス・キリストは神の子とナザレのイエスの二つのペルソナを持つという信仰。ネストリオスは、聖母マリアは神の子ではなくイエスの人間部分を産んだので神の母（テオトコス）ではないと述べ、彼女をキリストトコスと呼んだ。ネストリオス派はエフェソス公会議（431年）で異端として非難された。 この教派は異端ではないという意見もある。 |
| ペラギウス主義(Pelagianism)      | 人間は神の恩寵を必要とせず、自らの努力で救われるという信念。 |
| エウテュケス主義(Eutychianism)   | キリストは一つの性質と神と人間の二つの性質を持ち、キリストの人間性は神性に包含されているという信仰。 この教派は異端ではないという意見もある。 |
| 単性説(Monophysitism)            | キリストは神性という唯一の性質を持っているという信仰。 |
| 一性論または合性論(Miaphysitism) | キリストは完全に神であり、完全に人間であり、一つの性質（フィシス）であるという信仰。 この思想は異端ではないという意見もある。 |

## 6世紀
| 三章論争(Three Chapters) | 「三章」は、3つの「ネストリウス派」の著作 (モプスエスティアのテオドロスの著作、キュロスのテオドレトスの著作、エデッサのイバスがマリスに宛てた書簡) である。ビザンチン皇帝ユスティニアヌスは、ビザンチン全土の一性論派とカルケドン派の教会を再統合することを望み、三章書を破門し、ビザンチンの司教 (当時の教皇を含む) にもそうするように命じた。しかし、教皇ウィギリウスは、そうすることはカルケドン派の権威を損なうと考え、当初は拒否した。最終的に、投獄されコンスタンティノープルに追放された後、彼は三章書を破門し、553年12月に皇帝の主張に同意した。 |

## 7世紀
| イコノクラスム(Iconoclasm) | 聖像破壊運動(イコノクラスム) は、7世紀にビザンチン帝国で起こった運動である。聖像破壊主義者は、聖像崇拝は偶像崇拝であると信じていた。聖像破壊論争は、787年の第2ニカイア公会議で聖像崇拝が正式に復活するまで、何世紀にもわたって続いた。 |
| 単意論(Monothelitism)      | 単意論は、7世紀にビザンチン帝国で発生した異端である。単意論者は、キリストには神聖な意志が 1つだけあると信じていた。 |
| パウロ派(Paulicianism)     | パウリキアニズム(パウロ派)は 7世紀に発生した思想である。パウリキアンは、物質世界は悪であり、救済への唯一の道はそれを拒絶することであると信じていた。                                                                                   |

## 12世紀
| カタリ派(Catharism) | カタリ派は、12 世紀から 14 世紀にかけて南ヨーロッパ、特に北イタリアと南フランスで栄えたキリスト教の二元論またはグノーシス主義の運動である。 |

## 15世紀
| ステファニテス派(Stephanism) | ステファニテス派は、聖像、聖人、天使の崇拝を否定したエチオピアの宗派である。この宗派は、ソロモン王朝の伝説的な起源を否定したため、弾圧の対象となった。この宗派は、ヨーロッパの後のプロテスタント運動に非常に似ている。 |

## 16世紀
| ソッツィーニ派(Socinianism)         | 三位一体とイエス・キリストの神性を否定する異端。贖罪と秘蹟についてソッツィーニのキリストの人格に関する見解は、必然的に、キリストの贖罪主としての職務、ひいては秘蹟の効力に関する彼の教えに影響を与えた。キリストは純粋に人間であるため、私たちの罪を償うという意味での贖罪を成し遂げたわけではない。したがって、秘蹟を、贖罪の成果を人間に適用する手段とみなすことはできない。したがって、ソッツィーニは、キリストの受難は単に私たちにとっての模範であり、私たちの赦しの保証であると教えた。この教えはすべて、最後の晩餐に関するソッツィーニ派の教義に融合されている。それはキリストの受難を記念するものでもなく、むしろそれに対する感謝の行為であった。 |
| 無律法主義(Antinomianism)           | 無律法主義者とは、信仰と神の恩寵による救済の原則を、救われた者は十戒に含まれる道徳律に従う義務はないと主張する人のことである。無律法主義者は、信仰のみが人の行為に関係なく天国での永遠の安全を保証すると信じている。 |
| 二重の予定説(Double predestination) | 二重予定説、または二重の定めとは、神が自ら選んだ者たちに救済を与えると同時に、ある者たちを積極的に非難、または破滅させると定めている教義である。宗教改革の時代にジャン・カルヴァンは、この二重予定説を唱えた。 「予定説とは、神が自ら各人に関して望むことをすべて決定した永遠の定めを意味する。すべての人は平等に創造されているのではなく、ある者は永遠の命に、ある者は永遠の破滅に定められている。したがって、各人はどちらか一方の目的のために創造されているので、その人は生きるか死ぬかが予定されていると私たちは言う。」と彼らは主張する。 |

## 17世紀
| ヤンセニズム(Jansenism) | 17 世紀にカトリック教会内で起こった宗教運動。この運動は、人間は自らの努力で自らを救うことはできず、救いは完全に神の恩寵によるものであると主張した「アウグスティヌス」という本を著したオランダの神学者コルネリウス・ヤンセンにちなんで名付けられた。 |
| キエティスム(Quietism)  | カトリック教会内の宗教運動で、キリスト教徒は神の積極的な意志を妨げないよう何もすべきではなく、人間は沈黙を守るべきだと主張した。 |

## 18世紀
| フェブロニアン主義(Febronianism) | カトリック教会内の宗教運動であり、カトリック教を地域文化にもっと関連づけ、教皇の権力を弱め、プロテスタント教会と再統合することを目指した。 |

## 19世紀
| エホバの証人(Jehovah's Witnesses) | エホバの証人は、三位一体を否定する立場をとっており、神の名はエホバ(ヤハウェ)であるとしている。彼らは、イエス・キリストは神の子であるが全能の神ではなくエホバに最初に創造された者であると信じている。またキリストは十字架刑による処刑後、人間(肉体) としてではなく霊体として復活し、その後昇天したと信じている。 |

## 20世紀
| アメリカ主義 (カトリック) (Americanism)                   | 一部のアメリカのカトリック教徒に帰せられ、ローマ教皇庁によって異端として非難された政治的、宗教的見解。 |
| フィーニー主義(Feeneyism)                                 | 願望の洗礼と血の洗礼の教義は正当化を与えるが救済には不十分であるという理由で、これらの教義を拒否する。ボストン出身のイエズス会司祭、レナード・フィーニーにちなんで名付けられた。                                                       |
| モダニズム (カトリック) (Modernism)                       | すべての教義は変化する可能性があり、教義は時代や場所に応じて変化するべきであるという信念。教皇ピウス10世は回勅「Pascendi Dominici Gregis」の中でこれを非難した。                                                                       |
| ユニテリアン・ユニヴァーサリズム (Unitarian Universalism) | 1961年にアメリカ合衆国ボストンで、ユニテリアンとユニヴァーサリストが合同してユニテリアン・ユニヴァーサリスト協会が結成された。キリスト教から派生し、キリスト教正統派教義である三位一体を否定する。彼らはキリスト教徒を自認していない。 |